# Omicron Herculis
Omicron Herculis (Fekhiz al Jathih al Aisr, Femur Sinistrum Ingeniculi, 103 Herculis) é uma estrela na direção da constelação de Hercules. Possui uma ascensão reta de 18h 07m 32.55s e uma declinação de +28° 45′ 44.9″. Sua magnitude aparente é igual a 3.84. Considerando sua distância de 347 anos-luz em relação à Terra, sua magnitude absoluta é igual a −1.30. Pertence à classe espectral B9.5V. É uma estrela variável γ Cassiopeiae.